# Lista di asteroidi (178001-179000)
Di seguito una lista di asteroidi dal numero 178001 al 179000 con data di scoperta e scopritore.

## 178001-178100
| Nome             | Designazione provvisoria | Data di scoperta  | Scopritore           |
| ---------------- | ------------------------ | ----------------- | -------------------- |
| 178001 -         | 2006 QK120               | 29 agosto 2006    | CSS                  |
| 178002 -         | 2006 QR122               | 29 agosto 2006    | CSS                  |
| 178003 -         | 2006 QV125               | 16 agosto 2006    | NEAT                 |
| 178004 -         | 2006 QK127               | 16 agosto 2006    | Siding Spring Survey |
| 178005 -         | 2006 QD128               | 17 agosto 2006    | NEAT                 |
| 178006 -         | 2006 QH135               | 27 agosto 2006    | LONEOS               |
| 178007 -         | 2006 QX136               | 16 agosto 2006    | NEAT                 |
| 178008 Picard    | 2006 QQ137               | 30 agosto 2006    | Christophe, B.       |
| 178009 -         | 2006 QC146               | 18 agosto 2006    | Spacewatch           |
| 178010 -         | 2006 QJ149               | 18 agosto 2006    | Spacewatch           |
| 178011 -         | 2006 QC162               | 20 agosto 2006    | Spacewatch           |
| 178012 -         | 2006 QY163               | 29 agosto 2006    | CSS                  |
| 178013 -         | 2006 QP166               | 29 agosto 2006    | LONEOS               |
| 178014 Meslay    | 2006 RG                  | 1 settembre 2006  | Rinner, C.           |
| 178015 -         | 2006 RW3                 | 12 settembre 2006 | CSS                  |
| 178016 -         | 2006 RU6                 | 14 settembre 2006 | CSS                  |
| 178017 -         | 2006 RH8                 | 12 settembre 2006 | CSS                  |
| 178018 -         | 2006 RN8                 | 12 settembre 2006 | CSS                  |
| 178019 -         | 2006 RC9                 | 12 settembre 2006 | CSS                  |
| 178020 -         | 2006 RL16                | 14 settembre 2006 | NEAT                 |
| 178021 -         | 2006 RX19                | 15 settembre 2006 | Spacewatch           |
| 178022 -         | 2006 RE22                | 15 settembre 2006 | NEAT                 |
| 178023 -         | 2006 RZ26                | 14 settembre 2006 | CSS                  |
| 178024 -         | 2006 RU30                | 15 settembre 2006 | Spacewatch           |
| 178025 -         | 2006 RN31                | 15 settembre 2006 | Spacewatch           |
| 178026 -         | 2006 RU34                | 13 settembre 2006 | NEAT                 |
| 178027 -         | 2006 RF41                | 14 settembre 2006 | CSS                  |
| 178028 -         | 2006 RO44                | 14 settembre 2006 | Spacewatch           |
| 178029 -         | 2006 RC48                | 14 settembre 2006 | CSS                  |
| 178030 -         | 2006 RA50                | 14 settembre 2006 | Spacewatch           |
| 178031 -         | 2006 RG52                | 14 settembre 2006 | Spacewatch           |
| 178032 -         | 2006 RY52                | 14 settembre 2006 | Spacewatch           |
| 178033 -         | 2006 RR55                | 14 settembre 2006 | Spacewatch           |
| 178034 -         | 2006 RT57                | 15 settembre 2006 | Spacewatch           |
| 178035 -         | 2006 RG60                | 15 settembre 2006 | Spacewatch           |
| 178036 -         | 2006 RW63                | 15 settembre 2006 | CSS                  |
| 178037 -         | 2006 RA66                | 14 settembre 2006 | Spacewatch           |
| 178038 -         | 2006 RH66                | 14 settembre 2006 | NEAT                 |
| 178039 -         | 2006 RH68                | 15 settembre 2006 | Spacewatch           |
| 178040 -         | 2006 RY69                | 15 settembre 2006 | Spacewatch           |
| 178041 -         | 2006 RC75                | 15 settembre 2006 | Spacewatch           |
| 178042 -         | 2006 RV77                | 15 settembre 2006 | Spacewatch           |
| 178043 -         | 2006 RP91                | 15 settembre 2006 | Spacewatch           |
| 178044 -         | 2006 RT92                | 15 settembre 2006 | Spacewatch           |
| 178045 -         | 2006 RC93                | 15 settembre 2006 | Spacewatch           |
| 178046 -         | 2006 RA94                | 15 settembre 2006 | Spacewatch           |
| 178047 -         | 2006 RB95                | 15 settembre 2006 | Spacewatch           |
| 178048 -         | 2006 RA97                | 15 settembre 2006 | Spacewatch           |
| 178049 -         | 2006 RL99                | 14 settembre 2006 | Spacewatch           |
| 178050 -         | 2006 RB105               | 15 settembre 2006 | Spacewatch           |
| 178051 -         | 2006 SC5                 | 16 settembre 2006 | NEAT                 |
| 178052 -         | 2006 SY7                 | 16 settembre 2006 | LINEAR               |
| 178053 -         | 2006 SV11                | 16 settembre 2006 | CSS                  |
| 178054 -         | 2006 SM14                | 17 settembre 2006 | CSS                  |
| 178055 -         | 2006 SU16                | 17 settembre 2006 | Spacewatch           |
| 178056 -         | 2006 SY23                | 18 settembre 2006 | LONEOS               |
| 178057 -         | 2006 SH26                | 16 settembre 2006 | CSS                  |
| 178058 -         | 2006 ST29                | 17 settembre 2006 | Spacewatch           |
| 178059 -         | 2006 SJ32                | 17 settembre 2006 | Spacewatch           |
| 178060 -         | 2006 SN36                | 17 settembre 2006 | LONEOS               |
| 178061 -         | 2006 SR36                | 17 settembre 2006 | LONEOS               |
| 178062 -         | 2006 SN38                | 18 settembre 2006 | Spacewatch           |
| 178063 -         | 2006 SN42                | 18 settembre 2006 | LONEOS               |
| 178064 -         | 2006 SB62                | 18 settembre 2006 | CSS                  |
| 178065 -         | 2006 SX63                | 20 settembre 2006 | NEAT                 |
| 178066 -         | 2006 SF64                | 22 settembre 2006 | Lowe, A.             |
| 178067 -         | 2006 SU71                | 19 settembre 2006 | Spacewatch           |
| 178068 -         | 2006 SY76                | 20 settembre 2006 | LINEAR               |
| 178069 -         | 2006 SN90                | 18 settembre 2006 | Spacewatch           |
| 178070 -         | 2006 SC92                | 18 settembre 2006 | Spacewatch           |
| 178071 -         | 2006 SA96                | 18 settembre 2006 | Spacewatch           |
| 178072 -         | 2006 SX97                | 18 settembre 2006 | Spacewatch           |
| 178073 -         | 2006 SH98                | 18 settembre 2006 | Spacewatch           |
| 178074 -         | 2006 SG104               | 19 settembre 2006 | Spacewatch           |
| 178075 -         | 2006 SE112               | 22 settembre 2006 | CSS                  |
| 178076 -         | 2006 SV117               | 24 settembre 2006 | Spacewatch           |
| 178077 -         | 2006 ST127               | 24 settembre 2006 | LONEOS               |
| 178078 -         | 2006 SF131               | 25 settembre 2006 | Lowe, A.             |
| 178079 -         | 2006 SJ131               | 25 settembre 2006 | Stevens, B. L.       |
| 178080 -         | 2006 SL152               | 19 settembre 2006 | Spacewatch           |
| 178081 -         | 2006 SM157               | 23 settembre 2006 | Spacewatch           |
| 178082 -         | 2006 SG160               | 23 settembre 2006 | Spacewatch           |
| 178083 -         | 2006 SR168               | 25 settembre 2006 | Spacewatch           |
| 178084 -         | 2006 SP170               | 25 settembre 2006 | Spacewatch           |
| 178085 -         | 2006 ST178               | 25 settembre 2006 | Mount Lemmon Survey  |
| 178086 -         | 2006 SZ192               | 26 settembre 2006 | Mount Lemmon Survey  |
| 178087 -         | 2006 SY196               | 26 settembre 2006 | CSS                  |
| 178088 Marktovey | 2006 SY197               | 27 settembre 2006 | Jarnac               |
| 178089 -         | 2006 SY199               | 24 settembre 2006 | Spacewatch           |
| 178090 -         | 2006 SO212               | 26 settembre 2006 | Spacewatch           |
| 178091 -         | 2006 SB213               | 26 settembre 2006 | CSS                  |
| 178092 -         | 2006 SD213               | 26 settembre 2006 | CSS                  |
| 178093 -         | 2006 SP214               | 27 settembre 2006 | Spacewatch           |
| 178094 -         | 2006 SS218               | 29 settembre 2006 | Endate, K.           |
| 178095 -         | 2006 SD221               | 25 settembre 2006 | Mount Lemmon Survey  |
| 178096 -         | 2006 SY227               | 26 settembre 2006 | Spacewatch           |
| 178097 -         | 2006 SL230               | 26 settembre 2006 | LINEAR               |
| 178098 -         | 2006 SK231               | 26 settembre 2006 | Spacewatch           |
| 178099 -         | 2006 SZ235               | 26 settembre 2006 | LINEAR               |
| 178100 -         | 2006 SP251               | 26 settembre 2006 | Spacewatch           |

## 178101-178200
| Nome                  | Designazione provvisoria | Data di scoperta  | Scopritore              |
| --------------------- | ------------------------ | ----------------- | ----------------------- |
| 178101 -              | 2006 ST256               | 26 settembre 2006 | Spacewatch              |
| 178102 -              | 2006 SJ278               | 28 settembre 2006 | Mount Lemmon Survey     |
| 178103 -              | 2006 SH280               | 29 settembre 2006 | LONEOS                  |
| 178104 -              | 2006 SJ281               | 30 settembre 2006 | Siding Spring Survey    |
| 178105 -              | 2006 SC284               | 26 settembre 2006 | CSS                     |
| 178106 -              | 2006 SD286               | 19 settembre 2006 | CSS                     |
| 178107 -              | 2006 SL300               | 26 settembre 2006 | CSS                     |
| 178108 -              | 2006 SV312               | 27 settembre 2006 | Spacewatch              |
| 178109 -              | 2006 SN313               | 27 settembre 2006 | Spacewatch              |
| 178110 -              | 2006 SN328               | 27 settembre 2006 | Spacewatch              |
| 178111 -              | 2006 SU328               | 27 settembre 2006 | Spacewatch              |
| 178112 -              | 2006 SZ366               | 20 settembre 2006 | LONEOS                  |
| 178113 Benjamindilday | 2006 SA381               | 27 settembre 2006 | Andrew C. Becker        |
| 178114 -              | 2006 SA391               | 17 settembre 2006 | CSS                     |
| 178115 -              | 2006 SB393               | 27 settembre 2006 | CSS                     |
| 178116 -              | 2006 TK7                 | 10 ottobre 2006   | Sposetti, S.            |
| 178117 -              | 2006 TG8                 | 4 ottobre 2006    | Mount Lemmon Survey     |
| 178118 -              | 2006 TD12                | 3 ottobre 2006    | Spacewatch              |
| 178119 -              | 2006 TX18                | 11 ottobre 2006   | Spacewatch              |
| 178120 -              | 2006 TU24                | 12 ottobre 2006   | NEAT                    |
| 178121 -              | 2006 TX24                | 12 ottobre 2006   | Spacewatch              |
| 178122 -              | 2006 TS25                | 12 ottobre 2006   | Spacewatch              |
| 178123 -              | 2006 TT30                | 12 ottobre 2006   | Spacewatch              |
| 178124 -              | 2006 TW31                | 12 ottobre 2006   | Spacewatch              |
| 178125 -              | 2006 TR33                | 12 ottobre 2006   | Spacewatch              |
| 178126 -              | 2006 TZ38                | 12 ottobre 2006   | Spacewatch              |
| 178127 -              | 2006 TU42                | 12 ottobre 2006   | Spacewatch              |
| 178128 -              | 2006 TL43                | 12 ottobre 2006   | Spacewatch              |
| 178129 -              | 2006 TB47                | 12 ottobre 2006   | Spacewatch              |
| 178130 -              | 2006 TR47                | 12 ottobre 2006   | Spacewatch              |
| 178131 -              | 2006 TT47                | 12 ottobre 2006   | Spacewatch              |
| 178132 -              | 2006 TL49                | 12 ottobre 2006   | NEAT                    |
| 178133 -              | 2006 TU49                | 12 ottobre 2006   | NEAT                    |
| 178134 -              | 2006 TM50                | 12 ottobre 2006   | Spacewatch              |
| 178135 -              | 2006 TE53                | 12 ottobre 2006   | Spacewatch              |
| 178136 -              | 2006 TJ55                | 12 ottobre 2006   | NEAT                    |
| 178137 -              | 2006 TV55                | 12 ottobre 2006   | NEAT                    |
| 178138 -              | 2006 TE62                | 9 ottobre 2006    | NEAT                    |
| 178139 -              | 2006 TX63                | 10 ottobre 2006   | NEAT                    |
| 178140 -              | 2006 TY70                | 11 ottobre 2006   | NEAT                    |
| 178141 -              | 2006 TP71                | 11 ottobre 2006   | NEAT                    |
| 178142 -              | 2006 TH73                | 11 ottobre 2006   | NEAT                    |
| 178143 -              | 2006 TP73                | 11 ottobre 2006   | NEAT                    |
| 178144 -              | 2006 TZ75                | 11 ottobre 2006   | NEAT                    |
| 178145 -              | 2006 TG80                | 13 ottobre 2006   | Spacewatch              |
| 178146 -              | 2006 TB83                | 13 ottobre 2006   | Spacewatch              |
| 178147 -              | 2006 TC87                | 13 ottobre 2006   | Spacewatch              |
| 178148 -              | 2006 TZ87                | 13 ottobre 2006   | Spacewatch              |
| 178149 -              | 2006 TO91                | 13 ottobre 2006   | Spacewatch              |
| 178150 Taiyuinkwei    | 2006 TN92                | 14 ottobre 2006   | Lin, C.-S., Ye, Q.-z.   |
| 178151 Kulangsu       | 2006 TO92                | 14 ottobre 2006   | Lin, C.-S., Ye, Q.-z.   |
| 178152 -              | 2006 TA96                | 12 ottobre 2006   | NEAT                    |
| 178153 -              | 2006 TR97                | 13 ottobre 2006   | Spacewatch              |
| 178154 -              | 2006 TP109               | 4 ottobre 2006    | Mount Lemmon Survey     |
| 178155 Kenzaarraki    | 2006 TN117               | 3 ottobre 2006    | Becker, A. C.           |
| 178156 Borbála        | 2006 UL1                 | 17 ottobre 2006   | Sárneczky, K., Kuli, Z. |
| 178157 -              | 2006 UX5                 | 16 ottobre 2006   | Spacewatch              |
| 178158 -              | 2006 UN6                 | 16 ottobre 2006   | CSS                     |
| 178159 -              | 2006 UK8                 | 16 ottobre 2006   | CSS                     |
| 178160 -              | 2006 UH11                | 17 ottobre 2006   | Mount Lemmon Survey     |
| 178161 -              | 2006 UF13                | 17 ottobre 2006   | Mount Lemmon Survey     |
| 178162 -              | 2006 UG18                | 16 ottobre 2006   | CSS                     |
| 178163 -              | 2006 UL32                | 16 ottobre 2006   | Spacewatch              |
| 178164 -              | 2006 UN32                | 16 ottobre 2006   | Spacewatch              |
| 178165 -              | 2006 UB41                | 16 ottobre 2006   | Spacewatch              |
| 178166 -              | 2006 UD43                | 16 ottobre 2006   | Spacewatch              |
| 178167 -              | 2006 UH46                | 16 ottobre 2006   | Spacewatch              |
| 178168 -              | 2006 UZ46                | 16 ottobre 2006   | Spacewatch              |
| 178169 -              | 2006 UM52                | 17 ottobre 2006   | Mount Lemmon Survey     |
| 178170 -              | 2006 US53                | 17 ottobre 2006   | Mount Lemmon Survey     |
| 178171 -              | 2006 UH64                | 23 ottobre 2006   | Endate, K.              |
| 178172 -              | 2006 UM64                | 22 ottobre 2006   | Ries, W.                |
| 178173 -              | 2006 UG68                | 16 ottobre 2006   | CSS                     |
| 178174 -              | 2006 UV78                | 17 ottobre 2006   | Spacewatch              |
| 178175 -              | 2006 UV83                | 17 ottobre 2006   | Spacewatch              |
| 178176 -              | 2006 UQ84                | 17 ottobre 2006   | Mount Lemmon Survey     |
| 178177 -              | 2006 UR85                | 17 ottobre 2006   | Spacewatch              |
| 178178 -              | 2006 UB96                | 18 ottobre 2006   | Spacewatch              |
| 178179 -              | 2006 UJ98                | 18 ottobre 2006   | Spacewatch              |
| 178180 -              | 2006 UH123               | 19 ottobre 2006   | Spacewatch              |
| 178181 -              | 2006 UN141               | 19 ottobre 2006   | Mount Lemmon Survey     |
| 178182 -              | 2006 UH148               | 20 ottobre 2006   | Mount Lemmon Survey     |
| 178183 -              | 2006 UG159               | 21 ottobre 2006   | Mount Lemmon Survey     |
| 178184 -              | 2006 UM160               | 21 ottobre 2006   | Mount Lemmon Survey     |
| 178185 -              | 2006 UM161               | 21 ottobre 2006   | Mount Lemmon Survey     |
| 178186 -              | 2006 UV167               | 21 ottobre 2006   | Mount Lemmon Survey     |
| 178187 -              | 2006 UD177               | 16 ottobre 2006   | CSS                     |
| 178188 -              | 2006 UN193               | 20 ottobre 2006   | LINEAR                  |
| 178189 -              | 2006 UB197               | 20 ottobre 2006   | Spacewatch              |
| 178190 -              | 2006 UQ198               | 20 ottobre 2006   | Spacewatch              |
| 178191 -              | 2006 UX203               | 22 ottobre 2006   | NEAT                    |
| 178192 -              | 2006 UN212               | 23 ottobre 2006   | Spacewatch              |
| 178193 -              | 2006 UZ225               | 20 ottobre 2006   | NEAT                    |
| 178194 -              | 2006 UE227               | 20 ottobre 2006   | NEAT                    |
| 178195 -              | 2006 UP227               | 20 ottobre 2006   | NEAT                    |
| 178196 -              | 2006 UW227               | 20 ottobre 2006   | NEAT                    |
| 178197 -              | 2006 UP231               | 21 ottobre 2006   | NEAT                    |
| 178198 -              | 2006 UP272               | 27 ottobre 2006   | Mount Lemmon Survey     |
| 178199 -              | 2006 UW284               | 28 ottobre 2006   | Spacewatch              |
| 178200 -              | 2006 UL288               | 29 ottobre 2006   | CSS                     |

## 178201-178300
| Nome                 | Designazione provvisoria | Data di scoperta  | Scopritore                                                |
| -------------------- | ------------------------ | ----------------- | --------------------------------------------------------- |
| 178201 -             | 2006 UD329               | 21 ottobre 2006   | Spacewatch                                                |
| 178202 -             | 2006 VZ6                 | 10 novembre 2006  | Spacewatch                                                |
| 178203 -             | 2006 VB12                | 11 novembre 2006  | Mount Lemmon Survey                                       |
| 178204 -             | 2006 VK13                | 10 novembre 2006  | Spacewatch                                                |
| 178205 -             | 2006 VZ15                | 9 novembre 2006   | Spacewatch                                                |
| 178206 -             | 2006 VM26                | 10 novembre 2006  | Spacewatch                                                |
| 178207 -             | 2006 VC33                | 11 novembre 2006  | CSS                                                       |
| 178208 -             | 2006 VN41                | 12 novembre 2006  | Mount Lemmon Survey                                       |
| 178209 -             | 2006 VZ49                | 10 novembre 2006  | Spacewatch                                                |
| 178210 -             | 2006 VR55                | 11 novembre 2006  | Spacewatch                                                |
| 178211 -             | 2006 VQ56                | 11 novembre 2006  | Spacewatch                                                |
| 178212 -             | 2006 VB59                | 11 novembre 2006  | Spacewatch                                                |
| 178213 -             | 2006 VT61                | 11 novembre 2006  | Spacewatch                                                |
| 178214 -             | 2006 VR64                | 11 novembre 2006  | Spacewatch                                                |
| 178215 -             | 2006 VM79                | 12 novembre 2006  | Mount Lemmon Survey                                       |
| 178216 -             | 2006 VN86                | 14 novembre 2006  | LINEAR                                                    |
| 178217 -             | 2006 VM94                | 15 novembre 2006  | CSS                                                       |
| 178218 -             | 2006 VR100               | 11 novembre 2006  | CSS                                                       |
| 178219 -             | 2006 VU111               | 13 novembre 2006  | Spacewatch                                                |
| 178220 -             | 2006 VH120               | 14 novembre 2006  | Mount Lemmon Survey                                       |
| 178221 -             | 2006 VO138               | 15 novembre 2006  | Spacewatch                                                |
| 178222 -             | 2006 VV143               | 15 novembre 2006  | CSS                                                       |
| 178223 -             | 2006 VT144               | 15 novembre 2006  | CSS                                                       |
| 178224 -             | 2006 VL153               | 8 novembre 2006   | NEAT                                                      |
| 178225 -             | 2006 VP153               | 8 novembre 2006   | NEAT                                                      |
| 178226 Rebeccalouise | 2006 VP156               | 9 novembre 2006   | Sloan Digital Sky Survey                                  |
| 178227 -             | 2006 WF1                 | 16 novembre 2006  | Calvin College                                            |
| 178228 -             | 2006 WK2                 | 16 novembre 2006  | Spacewatch                                                |
| 178229 -             | 2006 WF8                 | 16 novembre 2006  | Mount Lemmon Survey                                       |
| 178230 -             | 2006 WK8                 | 16 novembre 2006  | LINEAR                                                    |
| 178231 -             | 2006 WT43                | 16 novembre 2006  | Mount Lemmon Survey                                       |
| 178232 -             | 2006 WE53                | 16 novembre 2006  | CSS                                                       |
| 178233 -             | 2006 WS60                | 17 novembre 2006  | CSS                                                       |
| 178234 -             | 2006 WY78                | 18 novembre 2006  | Spacewatch                                                |
| 178235 -             | 2006 WA97                | 19 novembre 2006  | Spacewatch                                                |
| 178236 -             | 2006 WZ104               | 19 novembre 2006  | Spacewatch                                                |
| 178237 -             | 2006 WV131               | 17 novembre 2006  | Mount Lemmon Survey                                       |
| 178238 -             | 2006 WJ157               | 22 novembre 2006  | CSS                                                       |
| 178239 -             | 2006 WR169               | 23 novembre 2006  | Spacewatch                                                |
| 178240 -             | 2006 XP5                 | 6 dicembre 2006   | NEAT                                                      |
| 178241 -             | 2006 XC32                | 9 dicembre 2006   | Spacewatch                                                |
| 178242 -             | 2006 YX                  | 16 dicembre 2006  | Spacewatch                                                |
| 178243 Schaerding    | 2006 YH13                | 22 dicembre 2006  | Gierlinger, R.                                            |
| 178244 -             | 2006 YY45                | 21 dicembre 2006  | CSS                                                       |
| 178245 -             | 2007 BT                  | 16 gennaio 2007   | LONEOS                                                    |
| 178246 -             | 2007 BZ38                | 24 gennaio 2007   | CSS                                                       |
| 178247 -             | 2007 DB8                 | 21 febbraio 2007  | Lowe, A.                                                  |
| 178248 -             | 2007 RY50                | 9 settembre 2007  | Spacewatch                                                |
| 178249 -             | 2007 RX236               | 13 settembre 2007 | CSS                                                       |
| 178250 -             | 2007 TG23                | 10 ottobre 2007   | CSS                                                       |
| 178251 -             | 2007 TB170               | 12 ottobre 2007   | LINEAR                                                    |
| 178252 -             | 2007 TU171               | 13 ottobre 2007   | LINEAR                                                    |
| 178253 -             | 2007 UA100               | 30 ottobre 2007   | Spacewatch                                                |
| 178254 -             | 2007 VH83                | 4 novembre 2007   | Mount Lemmon Survey                                       |
| 178255 -             | 2007 VN93                | 3 novembre 2007   | LINEAR                                                    |
| 178256 Juanmi        | 2007 VR102               | 3 novembre 2007   | Lacruz, J.                                                |
| 178257 -             | 2007 VZ116               | 3 novembre 2007   | Spacewatch                                                |
| 178258 -             | 2007 VK193               | 4 novembre 2007   | Mount Lemmon Survey                                       |
| 178259 -             | 2007 VV202               | 7 novembre 2007   | Mount Lemmon Survey                                       |
| 178260 -             | 2007 VO290               | 14 novembre 2007  | Spacewatch                                                |
| 178261 -             | 2007 VH302               | 14 novembre 2007  | Lowe, A.                                                  |
| 178262 -             | 2007 WK7                 | 18 novembre 2007  | LINEAR                                                    |
| 178263 Wienphilo     | 2007 WV55                | 29 novembre 2007  | Ye, Q.-z.                                                 |
| 178264 -             | 2007 YU2                 | 16 dicembre 2007  | Bickel, W.                                                |
| 178265 -             | 2007 YJ55                | 31 dicembre 2007  | Mount Lemmon Survey                                       |
| 178266 -             | 2007 YJ56                | 30 dicembre 2007  | Mount Lemmon Survey                                       |
| 178267 Sarajevo      | 2007 YG59                | 31 dicembre 2007  | OAM                                                       |
| 178268 -             | 2008 AH32                | 13 gennaio 2008   | Spacewatch                                                |
| 178269 -             | 4178 P-L                 | 24 settembre 1960 | van Houten, C. J., van Houten-Groeneveld, I., Gehrels, T. |
| 178270 -             | 6822 P-L                 | 24 settembre 1960 | van Houten, C. J., van Houten-Groeneveld, I., Gehrels, T. |
| 178271 -             | 9084 P-L                 | 17 ottobre 1960   | van Houten, C. J., van Houten-Groeneveld, I., Gehrels, T. |
| 178272 -             | 1312 T-2                 | 29 settembre 1973 | van Houten, C. J., van Houten-Groeneveld, I., Gehrels, T. |
| 178273 -             | 1400 T-2                 | 29 settembre 1973 | van Houten, C. J., van Houten-Groeneveld, I., Gehrels, T. |
| 178274 -             | 2031 T-2                 | 29 settembre 1973 | van Houten, C. J., van Houten-Groeneveld, I., Gehrels, T. |
| 178275 -             | 4080 T-2                 | 29 settembre 1973 | van Houten, C. J., van Houten-Groeneveld, I., Gehrels, T. |
| 178276 -             | 5120 T-2                 | 25 settembre 1973 | van Houten, C. J., van Houten-Groeneveld, I., Gehrels, T. |
| 178277 -             | 5213 T-2                 | 25 settembre 1973 | van Houten, C. J., van Houten-Groeneveld, I., Gehrels, T. |
| 178278 -             | 2136 T-3                 | 16 ottobre 1977   | van Houten, C. J., van Houten-Groeneveld, I., Gehrels, T. |
| 178279 -             | 2194 T-3                 | 16 ottobre 1977   | van Houten, C. J., van Houten-Groeneveld, I., Gehrels, T. |
| 178280 -             | 2357 T-3                 | 16 ottobre 1977   | van Houten, C. J., van Houten-Groeneveld, I., Gehrels, T. |
| 178281 -             | 2635 T-3                 | 16 ottobre 1977   | van Houten, C. J., van Houten-Groeneveld, I., Gehrels, T. |
| 178282 -             | 3089 T-3                 | 16 ottobre 1977   | van Houten, C. J., van Houten-Groeneveld, I., Gehrels, T. |
| 178283 -             | 4261 T-3                 | 16 ottobre 1977   | van Houten, C. J., van Houten-Groeneveld, I., Gehrels, T. |
| 178284 -             | 1978 WB1                 | 29 novembre 1978  | Bus, S. J., Kowal, C. T.                                  |
| 178285 -             | 1981 EA33                | 1 marzo 1981      | Bus, S. J.                                                |
| 178286 -             | 1981 EQ35                | 2 marzo 1981      | Bus, S. J.                                                |
| 178287 -             | 1981 UW27                | 24 ottobre 1981   | Bus, S. J.                                                |
| 178288 -             | 1983 QF1                 | 30 agosto 1983    | Gibson, J.                                                |
| 178289 -             | 1989 TH3                 | 7 ottobre 1989    | Elst, E. W.                                               |
| 178290 -             | 1989 TD4                 | 7 ottobre 1989    | Elst, E. W.                                               |
| 178291 -             | 1989 UV7                 | 29 ottobre 1989   | Bus, S. J.                                                |
| 178292 -             | 1990 QZ19                | 17 agosto 1990    | Lowe, A.                                                  |
| 178293 -             | 1990 SN                  | 17 settembre 1990 | Spacewatch                                                |
| 178294 Wertheimer    | 1990 TA12                | 11 ottobre 1990   | Börngen, F., Schmadel, L. D.                              |
| 178295 -             | 1992 DJ6                 | 29 febbraio 1992  | UESAC                                                     |
| 178296 -             | 1992 SM6                 | 26 settembre 1992 | Spacewatch                                                |
| 178297 -             | 1993 FK31                | 19 marzo 1993     | UESAC                                                     |
| 178298 -             | 1993 FT51                | 17 marzo 1993     | UESAC                                                     |
| 178299 -             | 1993 FU53                | 17 marzo 1993     | UESAC                                                     |
| 178300 -             | 1993 ON                  | 24 luglio 1993    | Vagnozzi, A.                                              |

## 178301-178400
| Nome          | Designazione provvisoria | Data di scoperta  | Scopritore                           |
| ------------- | ------------------------ | ----------------- | ------------------------------------ |
| 178301 -      | 1993 QW3                 | 18 agosto 1993    | Elst, E. W.                          |
| 178302 -      | 1993 TR10                | 15 ottobre 1993   | Spacewatch                           |
| 178303 -      | 1993 TB27                | 9 ottobre 1993    | Elst, E. W.                          |
| 178304 -      | 1994 GW2                 | 6 aprile 1994     | Spacewatch                           |
| 178305 -      | 1994 GL8                 | 15 aprile 1994    | Spacewatch                           |
| 178306 -      | 1994 PT25                | 12 agosto 1994    | Elst, E. W.                          |
| 178307 -      | 1994 PS29                | 12 agosto 1994    | Elst, E. W.                          |
| 178308 -      | 1994 PP32                | 12 agosto 1994    | Elst, E. W.                          |
| 178309 -      | 1994 RP5                 | 12 settembre 1994 | Spacewatch                           |
| 178310 -      | 1994 RF10                | 12 settembre 1994 | Spacewatch                           |
| 178311 -      | 1994 SC3                 | 28 settembre 1994 | Spacewatch                           |
| 178312 -      | 1994 SR7                 | 28 settembre 1994 | Spacewatch                           |
| 178313 -      | 1994 TK6                 | 4 ottobre 1994    | Spacewatch                           |
| 178314 -      | 1994 TD9                 | 8 ottobre 1994    | Spacewatch                           |
| 178315 -      | 1994 TC16                | 6 ottobre 1994    | Spacewatch                           |
| 178316 -      | 1995 CL2                 | 1 febbraio 1995   | Spacewatch                           |
| 178317 -      | 1995 DB7                 | 24 febbraio 1995  | Spacewatch                           |
| 178318 -      | 1995 FB2                 | 23 marzo 1995     | Spacewatch                           |
| 178319 -      | 1995 FL6                 | 23 marzo 1995     | Spacewatch                           |
| 178320 -      | 1995 FK10                | 26 marzo 1995     | Spacewatch                           |
| 178321 -      | 1995 HY1                 | 24 aprile 1995    | Spacewatch                           |
| 178322 -      | 1995 KB4                 | 26 maggio 1995    | Spacewatch                           |
| 178323 -      | 1995 OC6                 | 22 luglio 1995    | Spacewatch                           |
| 178324 -      | 1995 OB14                | 23 luglio 1995    | Spacewatch                           |
| 178325 -      | 1995 SB9                 | 17 settembre 1995 | Spacewatch                           |
| 178326 -      | 1995 SA17                | 18 settembre 1995 | Spacewatch                           |
| 178327 -      | 1995 SL18                | 18 settembre 1995 | Spacewatch                           |
| 178328 -      | 1995 SS32                | 21 settembre 1995 | Spacewatch                           |
| 178329 -      | 1995 SO36                | 24 settembre 1995 | Spacewatch                           |
| 178330 -      | 1995 SR37                | 24 settembre 1995 | Spacewatch                           |
| 178331 -      | 1995 SL40                | 25 settembre 1995 | Spacewatch                           |
| 178332 -      | 1995 SN41                | 25 settembre 1995 | Spacewatch                           |
| 178333 -      | 1995 SY41                | 25 settembre 1995 | Spacewatch                           |
| 178334 -      | 1995 SF43                | 25 settembre 1995 | Spacewatch                           |
| 178335 -      | 1995 SA73                | 27 settembre 1995 | Spacewatch                           |
| 178336 -      | 1995 TE4                 | 15 ottobre 1995   | Spacewatch                           |
| 178337 -      | 1995 UM2                 | 24 ottobre 1995   | Klet                                 |
| 178338 -      | 1995 UT6                 | 19 ottobre 1995   | Spahr, T. B.                         |
| 178339 -      | 1995 UM23                | 19 ottobre 1995   | Spacewatch                           |
| 178340 -      | 1995 UL26                | 20 ottobre 1995   | Spacewatch                           |
| 178341 -      | 1995 UK35                | 21 ottobre 1995   | Spacewatch                           |
| 178342 -      | 1995 UD38                | 22 ottobre 1995   | Spacewatch                           |
| 178343 -      | 1995 VC8                 | 14 novembre 1995  | Spacewatch                           |
| 178344 -      | 1995 VZ9                 | 15 novembre 1995  | Spacewatch                           |
| 178345 -      | 1995 VZ16                | 15 novembre 1995  | Spacewatch                           |
| 178346 -      | 1995 WQ1                 | 19 novembre 1995  | Farra d'Isonzo                       |
| 178347 -      | 1995 WH12                | 16 novembre 1995  | Spacewatch                           |
| 178348 -      | 1995 WQ19                | 17 novembre 1995  | Spacewatch                           |
| 178349 -      | 1995 WT30                | 19 novembre 1995  | Spacewatch                           |
| 178350 -      | 1995 YZ19                | 22 dicembre 1995  | Spacewatch                           |
| 178351 -      | 1996 AO6                 | 12 gennaio 1996   | Spacewatch                           |
| 178352 -      | 1996 EB5                 | 11 marzo 1996     | Spacewatch                           |
| 178353 -      | 1996 GO5                 | 11 aprile 1996    | Spacewatch                           |
| 178354 -      | 1996 RX                  | 10 settembre 1996 | NEAT                                 |
| 178355 -      | 1996 RZ9                 | 7 settembre 1996  | Spacewatch                           |
| 178356 -      | 1996 RV13                | 8 settembre 1996  | Spacewatch                           |
| 178357 -      | 1996 RW20                | 5 settembre 1996  | Spacewatch                           |
| 178358 -      | 1996 TL31                | 8 ottobre 1996    | Spacewatch                           |
| 178359 -      | 1996 VW9                 | 3 novembre 1996   | Spacewatch                           |
| 178360 -      | 1996 VF27                | 11 novembre 1996  | Spacewatch                           |
| 178361 -      | 1996 WL3                 | 28 novembre 1996  | Beijing Schmidt CCD Asteroid Program |
| 178362 -      | 1996 XE16                | 4 dicembre 1996   | Spacewatch                           |
| 178363 -      | 1997 AG6                 | 8 gennaio 1997    | Comba, P. G.                         |
| 178364 -      | 1997 AT10                | 9 gennaio 1997    | Spacewatch                           |
| 178365 -      | 1997 BT4                 | 31 gennaio 1997   | Spacewatch                           |
| 178366 -      | 1997 CU7                 | 1 febbraio 1997   | Spacewatch                           |
| 178367 -      | 1997 CG12                | 3 febbraio 1997   | Spacewatch                           |
| 178368 -      | 1997 CP16                | 9 febbraio 1997   | Spacewatch                           |
| 178369 -      | 1997 CZ23                | 7 febbraio 1997   | Spacewatch                           |
| 178370 -      | 1997 EM4                 | 2 marzo 1997      | Spacewatch                           |
| 178371 -      | 1997 ET4                 | 2 marzo 1997      | Spacewatch                           |
| 178372 -      | 1997 ER10                | 7 marzo 1997      | Spacewatch                           |
| 178373 -      | 1997 EJ26                | 4 marzo 1997      | Spacewatch                           |
| 178374 -      | 1997 GZ2                 | 7 aprile 1997     | Spacewatch                           |
| 178375 -      | 1997 GY10                | 3 aprile 1997     | LINEAR                               |
| 178376 -      | 1997 GR18                | 3 aprile 1997     | LINEAR                               |
| 178377 -      | 1997 GL20                | 5 aprile 1997     | LINEAR                               |
| 178378 -      | 1997 GB25                | 7 aprile 1997     | Spacewatch                           |
| 178379 -      | 1997 HP14                | 28 aprile 1997    | Spacewatch                           |
| 178380 -      | 1997 KM4                 | 28 maggio 1997    | Bickel, W.                           |
| 178381 -      | 1997 NS2                 | 2 luglio 1997     | Spacewatch                           |
| 178382 -      | 1997 NW5                 | 7 luglio 1997     | Spacewatch                           |
| 178383 Teruel | 1997 PD4                 | 5 agosto 1997     | Lopez, A., Pacheco, R.               |
| 178384 -      | 1997 SS18                | 28 settembre 1997 | Spacewatch                           |
| 178385 -      | 1997 TQ13                | 3 ottobre 1997    | Spacewatch                           |
| 178386 -      | 1997 TE16                | 7 ottobre 1997    | Spacewatch                           |
| 178387 -      | 1997 TN30                | 11 ottobre 1997   | Spacewatch                           |
| 178388 -      | 1997 US5                 | 21 ottobre 1997   | Spacewatch                           |
| 178389 -      | 1997 WH9                 | 21 novembre 1997  | Spacewatch                           |
| 178390 -      | 1998 EC10                | 1 marzo 1998      | Beijing Schmidt CCD Asteroid Program |
| 178391 -      | 1998 FH1                 | 20 marzo 1998     | Spacewatch                           |
| 178392 -      | 1998 FS38                | 20 marzo 1998     | LINEAR                               |
| 178393 -      | 1998 FD47                | 20 marzo 1998     | LINEAR                               |
| 178394 -      | 1998 HT41                | 24 aprile 1998    | Spacewatch                           |
| 178395 -      | 1998 HW113               | 23 aprile 1998    | LINEAR                               |
| 178396 -      | 1998 HB146               | 21 aprile 1998    | LINEAR                               |
| 178397 -      | 1998 HE146               | 21 aprile 1998    | LINEAR                               |
| 178398 -      | 1998 KO43                | 29 maggio 1998    | Spacewatch                           |
| 178399 -      | 1998 MT30                | 25 giugno 1998    | Spacewatch                           |
| 178400 -      | 1998 OA11                | 26 luglio 1998    | Elst, E. W.                          |

## 178401-178500
| Nome     | Designazione provvisoria | Data di scoperta  | Scopritore                           |
| -------- | ------------------------ | ----------------- | ------------------------------------ |
| 178401 - | 1998 QY2                 | 17 agosto 1998    | LINEAR                               |
| 178402 - | 1998 QZ2                 | 17 agosto 1998    | LINEAR                               |
| 178403 - | 1998 QT3                 | 17 agosto 1998    | LINEAR                               |
| 178404 - | 1998 QB4                 | 17 agosto 1998    | Broughton, J.                        |
| 178405 - | 1998 QJ23                | 17 agosto 1998    | LINEAR                               |
| 178406 - | 1998 QP26                | 24 agosto 1998    | Broughton, J.                        |
| 178407 - | 1998 QY27                | 26 agosto 1998    | Spacewatch                           |
| 178408 - | 1998 RR                  | 9 settembre 1998  | ODAS                                 |
| 178409 - | 1998 RJ3                 | 14 settembre 1998 | LINEAR                               |
| 178410 - | 1998 RE6                 | 14 settembre 1998 | LONEOS                               |
| 178411 - | 1998 RC9                 | 13 settembre 1998 | Spacewatch                           |
| 178412 - | 1998 RD28                | 14 settembre 1998 | LINEAR                               |
| 178413 - | 1998 RB32                | 14 settembre 1998 | LINEAR                               |
| 178414 - | 1998 RH34                | 14 settembre 1998 | LINEAR                               |
| 178415 - | 1998 RO34                | 14 settembre 1998 | LINEAR                               |
| 178416 - | 1998 RX48                | 14 settembre 1998 | LINEAR                               |
| 178417 - | 1998 RN74                | 14 settembre 1998 | LINEAR                               |
| 178418 - | 1998 RD78                | 14 settembre 1998 | LINEAR                               |
| 178419 - | 1998 RR78                | 14 settembre 1998 | LINEAR                               |
| 178420 - | 1998 SR7                 | 20 settembre 1998 | Spacewatch                           |
| 178421 - | 1998 SQ10                | 19 settembre 1998 | LINEAR                               |
| 178422 - | 1998 SZ13                | 26 settembre 1998 | LINEAR                               |
| 178423 - | 1998 SN31                | 20 settembre 1998 | Spacewatch                           |
| 178424 - | 1998 SS85                | 26 settembre 1998 | LINEAR                               |
| 178425 - | 1998 SY101               | 26 settembre 1998 | LINEAR                               |
| 178426 - | 1998 SW102               | 26 settembre 1998 | LINEAR                               |
| 178427 - | 1998 SU118               | 26 settembre 1998 | LINEAR                               |
| 178428 - | 1998 SS151               | 26 settembre 1998 | LINEAR                               |
| 178429 - | 1998 SL164               | 18 settembre 1998 | Elst, E. W.                          |
| 178430 - | 1998 SD168               | 16 settembre 1998 | LONEOS                               |
| 178431 - | 1998 TE3                 | 14 ottobre 1998   | CSS                                  |
| 178432 - | 1998 TR35                | 14 ottobre 1998   | ODAS                                 |
| 178433 - | 1998 UR2                 | 20 ottobre 1998   | ODAS                                 |
| 178434 - | 1998 UU4                 | 20 ottobre 1998   | ODAS                                 |
| 178435 - | 1998 UD30                | 18 ottobre 1998   | Elst, E. W.                          |
| 178436 - | 1998 UH38                | 28 ottobre 1998   | LINEAR                               |
| 178437 - | 1998 VM3                 | 10 novembre 1998  | ODAS                                 |
| 178438 - | 1998 WU28                | 23 novembre 1998  | Spacewatch                           |
| 178439 - | 1998 WF41                | 18 novembre 1998  | LINEAR                               |
| 178440 - | 1998 XP24                | 11 dicembre 1998  | Spacewatch                           |
| 178441 - | 1999 AO25                | 14 gennaio 1999   | CSS                                  |
| 178442 - | 1999 CF24                | 10 febbraio 1999  | LINEAR                               |
| 178443 - | 1999 CU79                | 12 febbraio 1999  | LINEAR                               |
| 178444 - | 1999 CZ96                | 10 febbraio 1999  | LINEAR                               |
| 178445 - | 1999 CT118               | 10 febbraio 1999  | Beijing Schmidt CCD Asteroid Program |
| 178446 - | 1999 CR136               | 9 febbraio 1999   | Spacewatch                           |
| 178447 - | 1999 CL142               | 10 febbraio 1999  | Spacewatch                           |
| 178448 - | 1999 FG14                | 19 marzo 1999     | Spacewatch                           |
| 178449 - | 1999 FO15                | 20 marzo 1999     | Spacewatch                           |
| 178450 - | 1999 GY1                 | 6 aprile 1999     | Spacewatch                           |
| 178451 - | 1999 GU6                 | 14 aprile 1999    | Spacewatch                           |
| 178452 - | 1999 HC6                 | 18 aprile 1999    | Spacewatch                           |
| 178453 - | 1999 JN7                 | 8 maggio 1999     | CSS                                  |
| 178454 - | 1999 JF101               | 12 maggio 1999    | LINEAR                               |
| 178455 - | 1999 NS5                 | 13 luglio 1999    | LINEAR                               |
| 178456 - | 1999 NE35                | 14 luglio 1999    | LINEAR                               |
| 178457 - | 1999 RS29                | 8 settembre 1999  | LINEAR                               |
| 178458 - | 1999 RQ56                | 7 settembre 1999  | LINEAR                               |
| 178459 - | 1999 RQ63                | 7 settembre 1999  | LINEAR                               |
| 178460 - | 1999 RD64                | 7 settembre 1999  | LINEAR                               |
| 178461 - | 1999 RY75                | 7 settembre 1999  | LINEAR                               |
| 178462 - | 1999 RA76                | 7 settembre 1999  | LINEAR                               |
| 178463 - | 1999 RH78                | 7 settembre 1999  | LINEAR                               |
| 178464 - | 1999 RS78                | 7 settembre 1999  | LINEAR                               |
| 178465 - | 1999 RX84                | 7 settembre 1999  | LINEAR                               |
| 178466 - | 1999 RE105               | 8 settembre 1999  | LINEAR                               |
| 178467 - | 1999 RZ114               | 9 settembre 1999  | LINEAR                               |
| 178468 - | 1999 RW129               | 9 settembre 1999  | LINEAR                               |
| 178469 - | 1999 RN145               | 9 settembre 1999  | LINEAR                               |
| 178470 - | 1999 RV156               | 9 settembre 1999  | LINEAR                               |
| 178471 - | 1999 RN163               | 9 settembre 1999  | LINEAR                               |
| 178472 - | 1999 RA166               | 9 settembre 1999  | LINEAR                               |
| 178473 - | 1999 RU170               | 9 settembre 1999  | LINEAR                               |
| 178474 - | 1999 RY171               | 9 settembre 1999  | LINEAR                               |
| 178475 - | 1999 RC172               | 9 settembre 1999  | LINEAR                               |
| 178476 - | 1999 RK177               | 9 settembre 1999  | LINEAR                               |
| 178477 - | 1999 RJ191               | 11 settembre 1999 | LINEAR                               |
| 178478 - | 1999 RE238               | 8 settembre 1999  | CSS                                  |
| 178479 - | 1999 RN252               | 8 settembre 1999  | Spacewatch                           |
| 178480 - | 1999 TJ29                | 4 ottobre 1999    | LINEAR                               |
| 178481 - | 1999 TB34                | 4 ottobre 1999    | LINEAR                               |
| 178482 - | 1999 TM45                | 3 ottobre 1999    | Spacewatch                           |
| 178483 - | 1999 TG50                | 4 ottobre 1999    | Spacewatch                           |
| 178484 - | 1999 TT61                | 7 ottobre 1999    | Spacewatch                           |
| 178485 - | 1999 TV61                | 15 ottobre 1999   | LINEAR                               |
| 178486 - | 1999 TB64                | 8 ottobre 1999    | Spacewatch                           |
| 178487 - | 1999 TB67                | 8 ottobre 1999    | Spacewatch                           |
| 178488 - | 1999 TM73                | 10 ottobre 1999   | Spacewatch                           |
| 178489 - | 1999 TQ76                | 10 ottobre 1999   | Spacewatch                           |
| 178490 - | 1999 TN83                | 12 ottobre 1999   | Spacewatch                           |
| 178491 - | 1999 TO92                | 2 ottobre 1999    | LINEAR                               |
| 178492 - | 1999 TT104               | 3 ottobre 1999    | LINEAR                               |
| 178493 - | 1999 TB108               | 4 ottobre 1999    | LINEAR                               |
| 178494 - | 1999 TD114               | 4 ottobre 1999    | LINEAR                               |
| 178495 - | 1999 TM114               | 4 ottobre 1999    | LINEAR                               |
| 178496 - | 1999 TO114               | 4 ottobre 1999    | LINEAR                               |
| 178497 - | 1999 TH117               | 4 ottobre 1999    | LINEAR                               |
| 178498 - | 1999 TJ124               | 4 ottobre 1999    | LINEAR                               |
| 178499 - | 1999 TK125               | 4 ottobre 1999    | LINEAR                               |
| 178500 - | 1999 TB130               | 6 ottobre 1999    | LINEAR                               |

## 178501-178600
| Nome                | Designazione provvisoria | Data di scoperta | Scopritore               |
| ------------------- | ------------------------ | ---------------- | ------------------------ |
| 178501 -            | 1999 TQ131               | 6 ottobre 1999   | LINEAR                   |
| 178502 -            | 1999 TE141               | 6 ottobre 1999   | LINEAR                   |
| 178503 -            | 1999 TN146               | 7 ottobre 1999   | LINEAR                   |
| 178504 -            | 1999 TK147               | 7 ottobre 1999   | LINEAR                   |
| 178505 -            | 1999 TO148               | 7 ottobre 1999   | LINEAR                   |
| 178506 -            | 1999 TJ151               | 7 ottobre 1999   | LINEAR                   |
| 178507 -            | 1999 TV151               | 7 ottobre 1999   | LINEAR                   |
| 178508 -            | 1999 TF163               | 9 ottobre 1999   | LINEAR                   |
| 178509 -            | 1999 TX163               | 9 ottobre 1999   | LINEAR                   |
| 178510 -            | 1999 TB169               | 10 ottobre 1999  | LINEAR                   |
| 178511 -            | 1999 TC170               | 10 ottobre 1999  | LINEAR                   |
| 178512 -            | 1999 TU170               | 10 ottobre 1999  | LINEAR                   |
| 178513 -            | 1999 TG172               | 10 ottobre 1999  | LINEAR                   |
| 178514 -            | 1999 TF175               | 10 ottobre 1999  | LINEAR                   |
| 178515 -            | 1999 TN197               | 12 ottobre 1999  | LINEAR                   |
| 178516 -            | 1999 TT200               | 13 ottobre 1999  | LINEAR                   |
| 178517 -            | 1999 TY200               | 13 ottobre 1999  | LINEAR                   |
| 178518 -            | 1999 TU207               | 14 ottobre 1999  | LINEAR                   |
| 178519 -            | 1999 TM213               | 15 ottobre 1999  | LINEAR                   |
| 178520 -            | 1999 TD215               | 15 ottobre 1999  | LINEAR                   |
| 178521 -            | 1999 TT222               | 2 ottobre 1999   | LINEAR                   |
| 178522 -            | 1999 TD225               | 2 ottobre 1999   | Spacewatch               |
| 178523 -            | 1999 TD229               | 4 ottobre 1999   | Spacewatch               |
| 178524 -            | 1999 TC230               | 3 ottobre 1999   | LONEOS                   |
| 178525 -            | 1999 TA248               | 8 ottobre 1999   | CSS                      |
| 178526 -            | 1999 TG251               | 6 ottobre 1999   | LINEAR                   |
| 178527 -            | 1999 TN260               | 10 ottobre 1999  | Spacewatch               |
| 178528 -            | 1999 TO280               | 8 ottobre 1999   | LINEAR                   |
| 178529 -            | 1999 TG286               | 10 ottobre 1999  | LINEAR                   |
| 178530 -            | 1999 TE288               | 10 ottobre 1999  | LINEAR                   |
| 178531 -            | 1999 TE292               | 11 ottobre 1999  | LINEAR                   |
| 178532 -            | 1999 TE306               | 6 ottobre 1999   | LINEAR                   |
| 178533 -            | 1999 TB319               | 12 ottobre 1999  | Spacewatch               |
| 178534 Mosheelitzur | 1999 TO333               | 13 ottobre 1999  | Sloan Digital Sky Survey |
| 178535 -            | 1999 UA                  | 16 ottobre 1999  | Pravec, P., Kušnirák, P. |
| 178536 -            | 1999 UV10                | 31 ottobre 1999  | LINEAR                   |
| 178537 -            | 1999 UD16                | 29 ottobre 1999  | CSS                      |
| 178538 -            | 1999 UN27                | 30 ottobre 1999  | Spacewatch               |
| 178539 -            | 1999 UJ34                | 31 ottobre 1999  | Spacewatch               |
| 178540 -            | 1999 UC37                | 16 ottobre 1999  | Spacewatch               |
| 178541 -            | 1999 UN46                | 31 ottobre 1999  | CSS                      |
| 178542 -            | 1999 UO56                | 22 ottobre 1999  | LINEAR                   |
| 178543 -            | 1999 VP1                 | 3 novembre 1999  | Starkenburg              |
| 178544 -            | 1999 VT17                | 2 novembre 1999  | Spacewatch               |
| 178545 -            | 1999 VN19                | 10 novembre 1999 | Korlević, K.             |
| 178546 -            | 1999 VK34                | 3 novembre 1999  | LINEAR                   |
| 178547 -            | 1999 VR39                | 11 novembre 1999 | Spacewatch               |
| 178548 -            | 1999 VN55                | 4 novembre 1999  | LINEAR                   |
| 178549 -            | 1999 VE64                | 4 novembre 1999  | LINEAR                   |
| 178550 -            | 1999 VK78                | 4 novembre 1999  | LINEAR                   |
| 178551 -            | 1999 VO79                | 4 novembre 1999  | LINEAR                   |
| 178552 -            | 1999 VD82                | 5 novembre 1999  | LINEAR                   |
| 178553 -            | 1999 VU103               | 9 novembre 1999  | LINEAR                   |
| 178554 -            | 1999 VT105               | 9 novembre 1999  | LINEAR                   |
| 178555 -            | 1999 VM125               | 6 novembre 1999  | Spacewatch               |
| 178556 -            | 1999 VM132               | 9 novembre 1999  | Spacewatch               |
| 178557 -            | 1999 VY135               | 9 novembre 1999  | LINEAR                   |
| 178558 -            | 1999 VE136               | 9 novembre 1999  | LINEAR                   |
| 178559 -            | 1999 VR143               | 11 novembre 1999 | CSS                      |
| 178560 -            | 1999 VS143               | 11 novembre 1999 | CSS                      |
| 178561 -            | 1999 VQ159               | 14 novembre 1999 | LINEAR                   |
| 178562 -            | 1999 VP160               | 14 novembre 1999 | LINEAR                   |
| 178563 -            | 1999 VK167               | 14 novembre 1999 | LINEAR                   |
| 178564 -            | 1999 VG175               | 9 novembre 1999  | Spacewatch               |
| 178565 -            | 1999 VX176               | 5 novembre 1999  | LINEAR                   |
| 178566 -            | 1999 VK182               | 9 novembre 1999  | LINEAR                   |
| 178567 -            | 1999 VL187               | 15 novembre 1999 | LINEAR                   |
| 178568 -            | 1999 VV207               | 9 novembre 1999  | Spacewatch               |
| 178569 -            | 1999 VK211               | 14 novembre 1999 | CSS                      |
| 178570 -            | 1999 VS212               | 12 novembre 1999 | LINEAR                   |
| 178571 -            | 1999 WD6                 | 28 novembre 1999 | Korlević, K.             |
| 178572 -            | 1999 WM10                | 28 novembre 1999 | Spacewatch               |
| 178573 -            | 1999 WD17                | 30 novembre 1999 | Spacewatch               |
| 178574 -            | 1999 WD26                | 30 novembre 1999 | Spacewatch               |
| 178575 -            | 1999 XO                  | 2 dicembre 1999  | Spacewatch               |
| 178576 -            | 1999 XR5                 | 4 dicembre 1999  | CSS                      |
| 178577 -            | 1999 XB29                | 6 dicembre 1999  | LINEAR                   |
| 178578 -            | 1999 XV42                | 7 dicembre 1999  | LINEAR                   |
| 178579 -            | 1999 XV51                | 7 dicembre 1999  | LINEAR                   |
| 178580 -            | 1999 XK59                | 7 dicembre 1999  | LINEAR                   |
| 178581 -            | 1999 XC66                | 7 dicembre 1999  | LINEAR                   |
| 178582 -            | 1999 XX114               | 11 dicembre 1999 | LINEAR                   |
| 178583 -            | 1999 XD129               | 12 dicembre 1999 | LINEAR                   |
| 178584 -            | 1999 XL166               | 10 dicembre 1999 | LINEAR                   |
| 178585 -            | 1999 XQ212               | 14 dicembre 1999 | LINEAR                   |
| 178586 -            | 1999 XO219               | 15 dicembre 1999 | Spacewatch               |
| 178587 -            | 1999 XA225               | 13 dicembre 1999 | Spacewatch               |
| 178588 -            | 1999 XC225               | 13 dicembre 1999 | Spacewatch               |
| 178589 -            | 1999 YJ3                 | 17 dicembre 1999 | LINEAR                   |
| 178590 -            | 1999 YO23                | 16 dicembre 1999 | Spacewatch               |
| 178591 -            | 2000 AQ30                | 3 gennaio 2000   | LINEAR                   |
| 178592 -            | 2000 AU42                | 4 gennaio 2000   | LINEAR                   |
| 178593 -            | 2000 AX104               | 5 gennaio 2000   | LINEAR                   |
| 178594 -            | 2000 AO242               | 7 gennaio 2000   | LINEAR                   |
| 178595 -            | 2000 AU250               | 3 gennaio 2000   | Spacewatch               |
| 178596 -            | 2000 BF6                 | 28 gennaio 2000  | LINEAR                   |
| 178597 -            | 2000 BF9                 | 26 gennaio 2000  | Spacewatch               |
| 178598 -            | 2000 BH28                | 31 gennaio 2000  | LINEAR                   |
| 178599 -            | 2000 CK37                | 3 febbraio 2000  | LINEAR                   |
| 178600 -            | 2000 CX50                | 2 febbraio 2000  | LINEAR                   |

## 178601-178700
| Nome            | Designazione provvisoria | Data di scoperta  | Scopritore                  |
| --------------- | ------------------------ | ----------------- | --------------------------- |
| 178601 -        | 2000 CG59                | 5 febbraio 2000   | LINEAR                      |
| 178602 -        | 2000 CT78                | 8 febbraio 2000   | Spacewatch                  |
| 178603 Pinkine  | 2000 CV107               | 5 febbraio 2000   | Buie, M. W.                 |
| 178604 -        | 2000 CE139               | 5 febbraio 2000   | Spacewatch                  |
| 178605 -        | 2000 DA17                | 29 febbraio 2000  | LINEAR                      |
| 178606 -        | 2000 DR55                | 29 febbraio 2000  | LINEAR                      |
| 178607 -        | 2000 DT56                | 29 febbraio 2000  | LINEAR                      |
| 178608 -        | 2000 DJ70                | 29 febbraio 2000  | LINEAR                      |
| 178609 -        | 2000 DH80                | 28 febbraio 2000  | LINEAR                      |
| 178610 -        | 2000 EX5                 | 2 marzo 2000      | Spacewatch                  |
| 178611 -        | 2000 ER55                | 5 marzo 2000      | LINEAR                      |
| 178612 -        | 2000 EQ74                | 11 marzo 2000     | Spacewatch                  |
| 178613 -        | 2000 EF78                | 5 marzo 2000      | LINEAR                      |
| 178614 -        | 2000 EZ114               | 10 marzo 2000     | Spacewatch                  |
| 178615 -        | 2000 EL119               | 11 marzo 2000     | LONEOS                      |
| 178616 -        | 2000 EN140               | 2 marzo 2000      | Spacewatch                  |
| 178617 -        | 2000 EB153               | 6 marzo 2000      | NEAT                        |
| 178618 -        | 2000 EQ168               | 4 marzo 2000      | LINEAR                      |
| 178619 -        | 2000 FT                  | 26 marzo 2000     | LINEAR                      |
| 178620 -        | 2000 FY14                | 29 marzo 2000     | LINEAR                      |
| 178621 -        | 2000 FG33                | 29 marzo 2000     | LINEAR                      |
| 178622 -        | 2000 FY38                | 29 marzo 2000     | LINEAR                      |
| 178623 -        | 2000 FW69                | 27 marzo 2000     | Spacewatch                  |
| 178624 -        | 2000 FY70                | 29 marzo 2000     | Spacewatch                  |
| 178625 -        | 2000 GH35                | 5 aprile 2000     | LINEAR                      |
| 178626 -        | 2000 GT68                | 5 aprile 2000     | LINEAR                      |
| 178627 -        | 2000 GU82                | 7 aprile 2000     | LINEAR                      |
| 178628 -        | 2000 GZ115               | 8 aprile 2000     | LINEAR                      |
| 178629 -        | 2000 GV141               | 7 aprile 2000     | LONEOS                      |
| 178630 -        | 2000 GO153               | 6 aprile 2000     | LONEOS                      |
| 178631 -        | 2000 HW11                | 28 aprile 2000    | LINEAR                      |
| 178632 -        | 2000 HD31                | 29 aprile 2000    | LINEAR                      |
| 178633 -        | 2000 HF33                | 29 aprile 2000    | LINEAR                      |
| 178634 -        | 2000 HP81                | 29 aprile 2000    | LONEOS                      |
| 178635 -        | 2000 HL89                | 29 aprile 2000    | LINEAR                      |
| 178636 -        | 2000 JE6                 | 2 maggio 2000     | LINEAR                      |
| 178637 -        | 2000 JK19                | 4 maggio 2000     | LINEAR                      |
| 178638 -        | 2000 JM20                | 6 maggio 2000     | LINEAR                      |
| 178639 -        | 2000 JU38                | 7 maggio 2000     | LINEAR                      |
| 178640 -        | 2000 JD47                | 9 maggio 2000     | LINEAR                      |
| 178641 -        | 2000 JZ69                | 2 maggio 2000     | LONEOS                      |
| 178642 -        | 2000 JC71                | 1 maggio 2000     | LONEOS                      |
| 178643 -        | 2000 JE94                | 2 maggio 2000     | LONEOS                      |
| 178644 -        | 2000 KO12                | 28 maggio 2000    | LINEAR                      |
| 178645 -        | 2000 KD25                | 28 maggio 2000    | LINEAR                      |
| 178646 -        | 2000 KW39                | 25 maggio 2000    | Spacewatch                  |
| 178647 -        | 2000 KD44                | 26 maggio 2000    | Spacewatch                  |
| 178648 -        | 2000 KQ54                | 27 maggio 2000    | LONEOS                      |
| 178649 -        | 2000 KQ65                | 27 maggio 2000    | LONEOS                      |
| 178650 -        | 2000 LZ10                | 4 giugno 2000     | LINEAR                      |
| 178651 -        | 2000 NS4                 | 5 luglio 2000     | Spacewatch                  |
| 178652 -        | 2000 NF7                 | 4 luglio 2000     | Spacewatch                  |
| 178653 -        | 2000 OZ19                | 30 luglio 2000    | LINEAR                      |
| 178654 -        | 2000 OW26                | 23 luglio 2000    | LINEAR                      |
| 178655 -        | 2000 PO29                | 1 agosto 2000     | LINEAR                      |
| 178656 -        | 2000 QV18                | 24 agosto 2000    | LINEAR                      |
| 178657 -        | 2000 QZ18                | 24 agosto 2000    | LINEAR                      |
| 178658 -        | 2000 QV34                | 28 agosto 2000    | LINEAR                      |
| 178659 -        | 2000 QB40                | 24 agosto 2000    | LINEAR                      |
| 178660 -        | 2000 QQ57                | 26 agosto 2000    | LINEAR                      |
| 178661 -        | 2000 QC65                | 28 agosto 2000    | LINEAR                      |
| 178662 -        | 2000 QP74                | 24 agosto 2000    | LINEAR                      |
| 178663 -        | 2000 QA86                | 25 agosto 2000    | LINEAR                      |
| 178664 -        | 2000 QR99                | 28 agosto 2000    | LINEAR                      |
| 178665 -        | 2000 QF104               | 28 agosto 2000    | LINEAR                      |
| 178666 -        | 2000 QT135               | 26 agosto 2000    | LINEAR                      |
| 178667 -        | 2000 QW137               | 31 agosto 2000    | LINEAR                      |
| 178668 -        | 2000 QL148               | 27 agosto 2000    | Uppsala-DLR Asteroid Survey |
| 178669 -        | 2000 QG149               | 24 agosto 2000    | LINEAR                      |
| 178670 -        | 2000 QN159               | 31 agosto 2000    | LINEAR                      |
| 178671 -        | 2000 QS171               | 31 agosto 2000    | LINEAR                      |
| 178672 -        | 2000 QS178               | 31 agosto 2000    | LINEAR                      |
| 178673 -        | 2000 QG185               | 26 agosto 2000    | LINEAR                      |
| 178674 -        | 2000 QR187               | 26 agosto 2000    | LINEAR                      |
| 178675 -        | 2000 QB200               | 29 agosto 2000    | LINEAR                      |
| 178676 -        | 2000 QT221               | 21 agosto 2000    | LONEOS                      |
| 178677 -        | 2000 QJ227               | 31 agosto 2000    | LINEAR                      |
| 178678 -        | 2000 QW231               | 29 agosto 2000    | LINEAR                      |
| 178679 Piquette | 2000 QT247               | 28 agosto 2000    | Buie, M. W.                 |
| 178680 -        | 2000 RB9                 | 2 settembre 2000  | Garradd, G. J.              |
| 178681 -        | 2000 RF17                | 1 settembre 2000  | LINEAR                      |
| 178682 -        | 2000 RV32                | 1 settembre 2000  | LINEAR                      |
| 178683 -        | 2000 RQ84                | 2 settembre 2000  | LONEOS                      |
| 178684 -        | 2000 RP87                | 2 settembre 2000  | LONEOS                      |
| 178685 -        | 2000 RB94                | 4 settembre 2000  | Spacewatch                  |
| 178686 -        | 2000 ST10                | 24 settembre 2000 | Comba, P. G.                |
| 178687 -        | 2000 SX15                | 23 settembre 2000 | LINEAR                      |
| 178688 -        | 2000 SQ16                | 23 settembre 2000 | LINEAR                      |
| 178689 -        | 2000 SL18                | 23 settembre 2000 | LINEAR                      |
| 178690 -        | 2000 SY26                | 23 settembre 2000 | LINEAR                      |
| 178691 -        | 2000 SB27                | 23 settembre 2000 | LINEAR                      |
| 178692 -        | 2000 SV28                | 23 settembre 2000 | LINEAR                      |
| 178693 -        | 2000 SD31                | 24 settembre 2000 | LINEAR                      |
| 178694 -        | 2000 SC42                | 24 settembre 2000 | LINEAR                      |
| 178695 -        | 2000 SH55                | 24 settembre 2000 | LINEAR                      |
| 178696 -        | 2000 SB58                | 24 settembre 2000 | LINEAR                      |
| 178697 -        | 2000 SF60                | 24 settembre 2000 | LINEAR                      |
| 178698 -        | 2000 SP66                | 24 settembre 2000 | LINEAR                      |
| 178699 -        | 2000 SS71                | 24 settembre 2000 | LINEAR                      |
| 178700 -        | 2000 SR88                | 24 settembre 2000 | LINEAR                      |

## 178701-178800
| Nome              | Designazione provvisoria | Data di scoperta  | Scopritore                 |
| ----------------- | ------------------------ | ----------------- | -------------------------- |
| 178701 -          | 2000 SY93                | 23 settembre 2000 | LINEAR                     |
| 178702 -          | 2000 SY100               | 23 settembre 2000 | LINEAR                     |
| 178703 -          | 2000 ST121               | 24 settembre 2000 | LINEAR                     |
| 178704 -          | 2000 SB133               | 23 settembre 2000 | LINEAR                     |
| 178705 -          | 2000 ST143               | 24 settembre 2000 | LINEAR                     |
| 178706 -          | 2000 SK168               | 23 settembre 2000 | LINEAR                     |
| 178707 -          | 2000 SW183               | 20 settembre 2000 | NEAT                       |
| 178708 -          | 2000 SD195               | 24 settembre 2000 | LINEAR                     |
| 178709 -          | 2000 SO201               | 24 settembre 2000 | LINEAR                     |
| 178710 -          | 2000 SS207               | 24 settembre 2000 | LINEAR                     |
| 178711 -          | 2000 SL209               | 25 settembre 2000 | LINEAR                     |
| 178712 -          | 2000 SN220               | 26 settembre 2000 | LINEAR                     |
| 178713 -          | 2000 SG230               | 28 settembre 2000 | LINEAR                     |
| 178714 -          | 2000 SJ235               | 24 settembre 2000 | LINEAR                     |
| 178715 -          | 2000 SX236               | 24 settembre 2000 | LINEAR                     |
| 178716 -          | 2000 SW245               | 24 settembre 2000 | LINEAR                     |
| 178717 -          | 2000 SA260               | 24 settembre 2000 | LINEAR                     |
| 178718 -          | 2000 SQ260               | 24 settembre 2000 | LINEAR                     |
| 178719 -          | 2000 SV262               | 25 settembre 2000 | LINEAR                     |
| 178720 -          | 2000 SE263               | 25 settembre 2000 | LINEAR                     |
| 178721 -          | 2000 SZ264               | 26 settembre 2000 | LINEAR                     |
| 178722 -          | 2000 SL268               | 27 settembre 2000 | LINEAR                     |
| 178723 -          | 2000 SM272               | 28 settembre 2000 | LINEAR                     |
| 178724 -          | 2000 SW297               | 28 settembre 2000 | LINEAR                     |
| 178725 -          | 2000 SG298               | 28 settembre 2000 | LINEAR                     |
| 178726 -          | 2000 SZ298               | 28 settembre 2000 | LINEAR                     |
| 178727 -          | 2000 SA300               | 28 settembre 2000 | LINEAR                     |
| 178728 -          | 2000 SQ306               | 30 settembre 2000 | LINEAR                     |
| 178729 -          | 2000 SP311               | 27 settembre 2000 | LINEAR                     |
| 178730 -          | 2000 ST322               | 28 settembre 2000 | Spacewatch                 |
| 178731 -          | 2000 SM340               | 24 settembre 2000 | LINEAR                     |
| 178732 -          | 2000 SJ351               | 29 settembre 2000 | LONEOS                     |
| 178733 -          | 2000 SP359               | 26 settembre 2000 | LONEOS                     |
| 178734 -          | 2000 TB2                 | 3 ottobre 2000    | BATTeRS                    |
| 178735 -          | 2000 TN13                | 1 ottobre 2000    | LINEAR                     |
| 178736 -          | 2000 TH21                | 1 ottobre 2000    | LINEAR                     |
| 178737 -          | 2000 TG23                | 1 ottobre 2000    | LINEAR                     |
| 178738 -          | 2000 TG29                | 3 ottobre 2000    | LINEAR                     |
| 178739 -          | 2000 TT37                | 1 ottobre 2000    | LINEAR                     |
| 178740 -          | 2000 TG46                | 1 ottobre 2000    | LONEOS                     |
| 178741 -          | 2000 TK49                | 1 ottobre 2000    | LONEOS                     |
| 178742 -          | 2000 TF51                | 1 ottobre 2000    | LINEAR                     |
| 178743 -          | 2000 TF66                | 1 ottobre 2000    | LINEAR                     |
| 178744 -          | 2000 UK33                | 30 ottobre 2000   | Spacewatch                 |
| 178745 -          | 2000 UF35                | 24 ottobre 2000   | LINEAR                     |
| 178746 -          | 2000 UL48                | 24 ottobre 2000   | LINEAR                     |
| 178747 -          | 2000 UT69                | 25 ottobre 2000   | LINEAR                     |
| 178748 -          | 2000 UL83                | 30 ottobre 2000   | LINEAR                     |
| 178749 -          | 2000 UO86                | 31 ottobre 2000   | LINEAR                     |
| 178750 -          | 2000 UO101               | 25 ottobre 2000   | LINEAR                     |
| 178751 -          | 2000 UE113               | 19 ottobre 2000   | Spacewatch                 |
| 178752 -          | 2000 VO2                 | 1 novembre 2000   | Pravec, P.                 |
| 178753 -          | 2000 VN5                 | 1 novembre 2000   | LINEAR                     |
| 178754 -          | 2000 VD14                | 1 novembre 2000   | LINEAR                     |
| 178755 -          | 2000 VL42                | 1 novembre 2000   | LINEAR                     |
| 178756 -          | 2000 VW42                | 1 novembre 2000   | LINEAR                     |
| 178757 -          | 2000 VA44                | 1 novembre 2000   | LINEAR                     |
| 178758 -          | 2000 VL45                | 1 novembre 2000   | LINEAR                     |
| 178759 -          | 2000 VC51                | 3 novembre 2000   | LINEAR                     |
| 178760 -          | 2000 VQ64                | 1 novembre 2000   | LINEAR                     |
| 178761 -          | 2000 WW3                 | 19 novembre 2000  | LINEAR                     |
| 178762 -          | 2000 WN4                 | 19 novembre 2000  | LINEAR                     |
| 178763 -          | 2000 WF5                 | 19 novembre 2000  | LINEAR                     |
| 178764 -          | 2000 WM14                | 20 novembre 2000  | LINEAR                     |
| 178765 -          | 2000 WT14                | 20 novembre 2000  | LINEAR                     |
| 178766 -          | 2000 WP25                | 21 novembre 2000  | LINEAR                     |
| 178767 -          | 2000 WV45                | 21 novembre 2000  | LINEAR                     |
| 178768 -          | 2000 WK52                | 27 novembre 2000  | Spacewatch                 |
| 178769 -          | 2000 WD57                | 21 novembre 2000  | LINEAR                     |
| 178770 -          | 2000 WY111               | 20 novembre 2000  | LINEAR                     |
| 178771 -          | 2000 WJ187               | 19 novembre 2000  | LONEOS                     |
| 178772 -          | 2000 WB189               | 18 novembre 2000  | LONEOS                     |
| 178773 -          | 2000 YH26                | 23 dicembre 2000  | LINEAR                     |
| 178774 -          | 2000 YC52                | 30 dicembre 2000  | LINEAR                     |
| 178775 -          | 2000 YR77                | 30 dicembre 2000  | LINEAR                     |
| 178776 -          | 2000 YZ94                | 30 dicembre 2000  | LINEAR                     |
| 178777 -          | 2000 YA108               | 30 dicembre 2000  | LINEAR                     |
| 178778 -          | 2000 YC140               | 31 dicembre 2000  | LONEOS                     |
| 178779 -          | 2001 AG13                | 2 gennaio 2001    | LINEAR                     |
| 178780 -          | 2001 AV29                | 4 gennaio 2001    | LINEAR                     |
| 178781 -          | 2001 AE34                | 4 gennaio 2001    | LINEAR                     |
| 178782 -          | 2001 AA46                | 15 gennaio 2001   | LINEAR                     |
| 178783 -          | 2001 BY2                 | 18 gennaio 2001   | LINEAR                     |
| 178784 -          | 2001 BT3                 | 18 gennaio 2001   | LINEAR                     |
| 178785 -          | 2001 BE83                | 21 gennaio 2001   | LINEAR                     |
| 178786 -          | 2001 CF24                | 1 febbraio 2001   | LONEOS                     |
| 178787 -          | 2001 CR45                | 15 febbraio 2001  | LINEAR                     |
| 178788 -          | 2001 CY49                | 3 febbraio 2001   | Spacewatch                 |
| 178789 -          | 2001 DE                  | 16 febbraio 2001  | Crni Vrh                   |
| 178790 -          | 2001 DY1                 | 16 febbraio 2001  | Spacewatch                 |
| 178791 -          | 2001 DU5                 | 16 febbraio 2001  | LINEAR                     |
| 178792 -          | 2001 DH14                | 19 febbraio 2001  | LINEAR                     |
| 178793 -          | 2001 DX33                | 17 febbraio 2001  | LINEAR                     |
| 178794 -          | 2001 DD47                | 19 febbraio 2001  | LINEAR                     |
| 178795 -          | 2001 DQ66                | 19 febbraio 2001  | LINEAR                     |
| 178796 Posztoczky | 2001 DQ86                | 27 febbraio 2001  | Sárneczky, K., Derekas, A. |
| 178797 -          | 2001 DO92                | 19 febbraio 2001  | LONEOS                     |
| 178798 -          | 2001 ED3                 | 3 marzo 2001      | Spacewatch                 |
| 178799 -          | 2001 EG4                 | 2 marzo 2001      | LONEOS                     |
| 178800 -          | 2001 EB8                 | 2 marzo 2001      | LONEOS                     |

## 178801-178900
| Nome                  | Designazione provvisoria | Data di scoperta | Scopritore               |
| --------------------- | ------------------------ | ---------------- | ------------------------ |
| 178801 -              | 2001 ES23                | 15 marzo 2001    | NEAT                     |
| 178802 -              | 2001 FN                  | 16 marzo 2001    | LINEAR                   |
| 178803 Kristenjohnson | 2001 FA4                 | 19 marzo 2001    | Healy, D.                |
| 178804 -              | 2001 FZ31                | 22 marzo 2001    | Spacewatch               |
| 178805 -              | 2001 FS41                | 18 marzo 2001    | LINEAR                   |
| 178806 -              | 2001 FM59                | 19 marzo 2001    | LINEAR                   |
| 178807 -              | 2001 FE60                | 19 marzo 2001    | LINEAR                   |
| 178808 -              | 2001 FF63                | 19 marzo 2001    | LINEAR                   |
| 178809 -              | 2001 FF76                | 19 marzo 2001    | LINEAR                   |
| 178810 -              | 2001 FP76                | 19 marzo 2001    | LINEAR                   |
| 178811 -              | 2001 FJ82                | 23 marzo 2001    | LINEAR                   |
| 178812 -              | 2001 FC89                | 27 marzo 2001    | Spacewatch               |
| 178813 -              | 2001 FJ89                | 27 marzo 2001    | Spacewatch               |
| 178814 -              | 2001 FM98                | 16 marzo 2001    | LINEAR                   |
| 178815 -              | 2001 FQ108               | 18 marzo 2001    | LINEAR                   |
| 178816 -              | 2001 FN114               | 19 marzo 2001    | LONEOS                   |
| 178817 -              | 2001 FZ120               | 26 marzo 2001    | LINEAR                   |
| 178818 -              | 2001 FK122               | 23 marzo 2001    | LONEOS                   |
| 178819 -              | 2001 FX153               | 26 marzo 2001    | NEAT                     |
| 178820 -              | 2001 FR158               | 27 marzo 2001    | NEAT                     |
| 178821 -              | 2001 FX161               | 30 marzo 2001    | Spacewatch               |
| 178822 -              | 2001 FV164               | 18 marzo 2001    | NEAT                     |
| 178823 -              | 2001 FP176               | 16 marzo 2001    | LINEAR                   |
| 178824 -              | 2001 FF189               | 16 marzo 2001    | LINEAR                   |
| 178825 -              | 2001 GB1                 | 13 aprile 2001   | LINEAR                   |
| 178826 -              | 2001 GN3                 | 15 aprile 2001   | LINEAR                   |
| 178827 -              | 2001 GR3                 | 15 aprile 2001   | LINEAR                   |
| 178828 -              | 2001 GL7                 | 15 aprile 2001   | LINEAR                   |
| 178829 -              | 2001 GQ10                | 15 aprile 2001   | NEAT                     |
| 178830 Anne-Véronique | 2001 HT                  | 18 aprile 2001   | St. Veran                |
| 178831 -              | 2001 HL3                 | 17 aprile 2001   | LINEAR                   |
| 178832 -              | 2001 HR3                 | 17 aprile 2001   | LINEAR                   |
| 178833 -              | 2001 HN12                | 18 aprile 2001   | LINEAR                   |
| 178834 -              | 2001 HA16                | 24 aprile 2001   | Kušnirák, P., Pravec, P. |
| 178835 -              | 2001 HT17                | 24 aprile 2001   | Spacewatch               |
| 178836 -              | 2001 HD18                | 24 aprile 2001   | Spacewatch               |
| 178837 -              | 2001 HN20                | 21 aprile 2001   | LINEAR                   |
| 178838 -              | 2001 HA21                | 23 aprile 2001   | LINEAR                   |
| 178839 -              | 2001 HB21                | 23 aprile 2001   | LINEAR                   |
| 178840 -              | 2001 HN25                | 26 aprile 2001   | Spacewatch               |
| 178841 -              | 2001 HZ43                | 16 aprile 2001   | LONEOS                   |
| 178842 -              | 2001 HQ50                | 23 aprile 2001   | LONEOS                   |
| 178843 -              | 2001 HL52                | 23 aprile 2001   | LINEAR                   |
| 178844 -              | 2001 HG53                | 23 aprile 2001   | LINEAR                   |
| 178845 -              | 2001 HX66                | 26 aprile 2001   | LONEOS                   |
| 178846 -              | 2001 JT                  | 10 maggio 2001   | Šarounová, L.            |
| 178847 -              | 2001 JK3                 | 15 maggio 2001   | LONEOS                   |
| 178848 -              | 2001 JA4                 | 15 maggio 2001   | NEAT                     |
| 178849 -              | 2001 JZ7                 | 15 maggio 2001   | LONEOS                   |
| 178850 -              | 2001 JT9                 | 15 maggio 2001   | NEAT                     |
| 178851 -              | 2001 KU4                 | 17 maggio 2001   | LINEAR                   |
| 178852 -              | 2001 KM14                | 18 maggio 2001   | LINEAR                   |
| 178853 -              | 2001 KR14                | 18 maggio 2001   | LINEAR                   |
| 178854 -              | 2001 KR16                | 18 maggio 2001   | LINEAR                   |
| 178855 -              | 2001 KL18                | 21 maggio 2001   | Spacewatch               |
| 178856 -              | 2001 KY19                | 22 maggio 2001   | LINEAR                   |
| 178857 -              | 2001 KD20                | 18 maggio 2001   | NEAT                     |
| 178858 -              | 2001 KM23                | 17 maggio 2001   | LINEAR                   |
| 178859 -              | 2001 KL24                | 17 maggio 2001   | LINEAR                   |
| 178860 -              | 2001 KZ42                | 22 maggio 2001   | LINEAR                   |
| 178861 -              | 2001 KD57                | 23 maggio 2001   | LINEAR                   |
| 178862 -              | 2001 KQ62                | 18 maggio 2001   | LONEOS                   |
| 178863 -              | 2001 KK63                | 18 maggio 2001   | NEAT                     |
| 178864 -              | 2001 KV68                | 21 maggio 2001   | LONEOS                   |
| 178865 -              | 2001 KF70                | 23 maggio 2001   | LINEAR                   |
| 178866 -              | 2001 KA75                | 26 maggio 2001   | LINEAR                   |
| 178867 -              | 2001 LA7                 | 15 giugno 2001   | LINEAR                   |
| 178868 -              | 2001 MU4                 | 17 giugno 2001   | NEAT                     |
| 178869 -              | 2001 MD6                 | 19 giugno 2001   | NEAT                     |
| 178870 -              | 2001 MK6                 | 21 giugno 2001   | NEAT                     |
| 178871 -              | 2001 MA8                 | 21 giugno 2001   | NEAT                     |
| 178872 -              | 2001 MZ13                | 24 giugno 2001   | Spacewatch               |
| 178873 -              | 2001 MB21                | 26 giugno 2001   | NEAT                     |
| 178874 -              | 2001 MF23                | 28 giugno 2001   | NEAT                     |
| 178875 -              | 2001 MW23                | 27 giugno 2001   | NEAT                     |
| 178876 -              | 2001 NS9                 | 14 luglio 2001   | NEAT                     |
| 178877 -              | 2001 NF13                | 12 luglio 2001   | NEAT                     |
| 178878 -              | 2001 NA16                | 14 luglio 2001   | NEAT                     |
| 178879 -              | 2001 NL16                | 14 luglio 2001   | NEAT                     |
| 178880 -              | 2001 NU17                | 14 luglio 2001   | NEAT                     |
| 178881 -              | 2001 OY                  | 17 luglio 2001   | NEAT                     |
| 178882 -              | 2001 OH6                 | 17 luglio 2001   | LONEOS                   |
| 178883 -              | 2001 OA11                | 20 luglio 2001   | NEAT                     |
| 178884 -              | 2001 OZ18                | 17 luglio 2001   | NEAT                     |
| 178885 -              | 2001 OD20                | 19 luglio 2001   | LONEOS                   |
| 178886 -              | 2001 OD24                | 16 luglio 2001   | LONEOS                   |
| 178887 -              | 2001 OU27                | 18 luglio 2001   | NEAT                     |
| 178888 -              | 2001 OW32                | 19 luglio 2001   | NEAT                     |
| 178889 -              | 2001 OC34                | 19 luglio 2001   | NEAT                     |
| 178890 -              | 2001 OC40                | 20 luglio 2001   | NEAT                     |
| 178891 -              | 2001 OU40                | 20 luglio 2001   | NEAT                     |
| 178892 -              | 2001 OA42                | 22 luglio 2001   | NEAT                     |
| 178893 -              | 2001 OD43                | 22 luglio 2001   | NEAT                     |
| 178894 -              | 2001 OZ48                | 16 luglio 2001   | NEAT                     |
| 178895 -              | 2001 ON49                | 17 luglio 2001   | LONEOS                   |
| 178896 -              | 2001 OG58                | 20 luglio 2001   | LONEOS                   |
| 178897 -              | 2001 ON61                | 21 luglio 2001   | NEAT                     |
| 178898 -              | 2001 OR70                | 19 luglio 2001   | LONEOS                   |
| 178899 -              | 2001 OF71                | 20 luglio 2001   | NEAT                     |
| 178900 -              | 2001 OL80                | 29 luglio 2001   | NEAT                     |

## 178901-179000
| Nome                  | Designazione provvisoria | Data di scoperta  | Scopritore      |
| --------------------- | ------------------------ | ----------------- | --------------- |
| 178901 -              | 2001 OE83                | 27 luglio 2001    | NEAT            |
| 178902 -              | 2001 OD90                | 23 luglio 2001    | NEAT            |
| 178903 -              | 2001 OP90                | 25 luglio 2001    | NEAT            |
| 178904 -              | 2001 OO93                | 25 luglio 2001    | NEAT            |
| 178905 -              | 2001 OV93                | 26 luglio 2001    | NEAT            |
| 178906 -              | 2001 OV99                | 27 luglio 2001    | LONEOS          |
| 178907 -              | 2001 OE111               | 20 luglio 2001    | NEAT            |
| 178908 -              | 2001 PD4                 | 5 agosto 2001     | NEAT            |
| 178909 -              | 2001 PL18                | 9 agosto 2001     | NEAT            |
| 178910 -              | 2001 PJ21                | 10 agosto 2001    | NEAT            |
| 178911 -              | 2001 PZ23                | 11 agosto 2001    | NEAT            |
| 178912 -              | 2001 PG27                | 11 agosto 2001    | NEAT            |
| 178913 -              | 2001 PU32                | 10 agosto 2001    | NEAT            |
| 178914 -              | 2001 PN37                | 11 agosto 2001    | NEAT            |
| 178915 -              | 2001 PK63                | 13 agosto 2001    | NEAT            |
| 178916 -              | 2001 QO3                 | 16 agosto 2001    | LINEAR          |
| 178917 -              | 2001 QP4                 | 16 agosto 2001    | LINEAR          |
| 178918 -              | 2001 QZ4                 | 16 agosto 2001    | LINEAR          |
| 178919 -              | 2001 QT11                | 16 agosto 2001    | LINEAR          |
| 178920 -              | 2001 QO14                | 16 agosto 2001    | LINEAR          |
| 178921 -              | 2001 QP21                | 16 agosto 2001    | LINEAR          |
| 178922 -              | 2001 QE24                | 16 agosto 2001    | LINEAR          |
| 178923 -              | 2001 QU25                | 16 agosto 2001    | LINEAR          |
| 178924 -              | 2001 QR27                | 16 agosto 2001    | LINEAR          |
| 178925 -              | 2001 QE30                | 16 agosto 2001    | LINEAR          |
| 178926 -              | 2001 QP33                | 16 agosto 2001    | LINEAR          |
| 178927 -              | 2001 QS35                | 16 agosto 2001    | LINEAR          |
| 178928 -              | 2001 QP41                | 16 agosto 2001    | LINEAR          |
| 178929 -              | 2001 QC48                | 16 agosto 2001    | LINEAR          |
| 178930 -              | 2001 QO53                | 16 agosto 2001    | LINEAR          |
| 178931 -              | 2001 QJ54                | 16 agosto 2001    | LINEAR          |
| 178932 -              | 2001 QY58                | 17 agosto 2001    | LINEAR          |
| 178933 -              | 2001 QV66                | 17 agosto 2001    | LINEAR          |
| 178934 -              | 2001 QL67                | 19 agosto 2001    | LINEAR          |
| 178935 -              | 2001 QY68                | 17 agosto 2001    | LINEAR          |
| 178936 -              | 2001 QA81                | 17 agosto 2001    | LINEAR          |
| 178937 -              | 2001 QD82                | 17 agosto 2001    | LINEAR          |
| 178938 -              | 2001 QA89                | 22 agosto 2001    | Yeung, W. K. Y. |
| 178939 -              | 2001 QP89                | 16 agosto 2001    | NEAT            |
| 178940 -              | 2001 QG98                | 19 agosto 2001    | LINEAR          |
| 178941 -              | 2001 QY100               | 19 agosto 2001    | NEAT            |
| 178942 -              | 2001 QK103               | 19 agosto 2001    | LINEAR          |
| 178943 -              | 2001 QA111               | 25 agosto 2001    | Ferrando, R.    |
| 178944 -              | 2001 QA121               | 19 agosto 2001    | LINEAR          |
| 178945 -              | 2001 QP122               | 19 agosto 2001    | LINEAR          |
| 178946 -              | 2001 QV123               | 19 agosto 2001    | LINEAR          |
| 178947 -              | 2001 QG124               | 19 agosto 2001    | LINEAR          |
| 178948 -              | 2001 QJ130               | 20 agosto 2001    | LINEAR          |
| 178949 -              | 2001 QM132               | 20 agosto 2001    | LINEAR          |
| 178950 -              | 2001 QK136               | 22 agosto 2001    | LINEAR          |
| 178951 -              | 2001 QP149               | 22 agosto 2001    | NEAT            |
| 178952 -              | 2001 QO151               | 24 agosto 2001    | LINEAR          |
| 178953 -              | 2001 QB163               | 31 agosto 2001    | NEAT            |
| 178954 -              | 2001 QT166               | 24 agosto 2001    | NEAT            |
| 178955 -              | 2001 QH180               | 25 agosto 2001    | NEAT            |
| 178956 -              | 2001 QN185               | 21 agosto 2001    | Spacewatch      |
| 178957 -              | 2001 QO186               | 21 agosto 2001    | NEAT            |
| 178958 -              | 2001 QG188               | 21 agosto 2001    | NEAT            |
| 178959 -              | 2001 QK188               | 22 agosto 2001    | Spacewatch      |
| 178960 -              | 2001 QH189               | 22 agosto 2001    | LINEAR          |
| 178961 -              | 2001 QY202               | 23 agosto 2001    | LONEOS          |
| 178962 -              | 2001 QO211               | 23 agosto 2001    | LONEOS          |
| 178963 -              | 2001 QO213               | 23 agosto 2001    | LONEOS          |
| 178964 -              | 2001 QY213               | 23 agosto 2001    | LONEOS          |
| 178965 -              | 2001 QS216               | 23 agosto 2001    | LONEOS          |
| 178966 -              | 2001 QY221               | 24 agosto 2001    | LONEOS          |
| 178967 -              | 2001 QB229               | 24 agosto 2001    | LONEOS          |
| 178968 -              | 2001 QW229               | 24 agosto 2001    | LONEOS          |
| 178969 -              | 2001 QG231               | 24 agosto 2001    | LONEOS          |
| 178970 -              | 2001 QH232               | 24 agosto 2001    | Yeung, W. K. Y. |
| 178971 -              | 2001 QJ236               | 24 agosto 2001    | LINEAR          |
| 178972 -              | 2001 QS239               | 24 agosto 2001    | LINEAR          |
| 178973 -              | 2001 QL245               | 24 agosto 2001    | LINEAR          |
| 178974 -              | 2001 QO246               | 24 agosto 2001    | LINEAR          |
| 178975 -              | 2001 QZ246               | 24 agosto 2001    | LINEAR          |
| 178976 -              | 2001 QA248               | 24 agosto 2001    | LINEAR          |
| 178977 -              | 2001 QG255               | 25 agosto 2001    | LONEOS          |
| 178978 -              | 2001 QK257               | 25 agosto 2001    | LINEAR          |
| 178979 -              | 2001 QT257               | 25 agosto 2001    | LINEAR          |
| 178980 -              | 2001 QJ263               | 25 agosto 2001    | Yeung, W. K. Y. |
| 178981 -              | 2001 QB266               | 20 agosto 2001    | LINEAR          |
| 178982 -              | 2001 QY268               | 20 agosto 2001    | LINEAR          |
| 178983 -              | 2001 QU273               | 19 agosto 2001    | LINEAR          |
| 178984 -              | 2001 QE279               | 19 agosto 2001    | LINEAR          |
| 178985 -              | 2001 QA288               | 17 agosto 2001    | LINEAR          |
| 178986 -              | 2001 QO292               | 16 agosto 2001    | NEAT            |
| 178987 Jillianredfern | 2001 QD306               | 19 agosto 2001    | Buie, M. W.     |
| 178988 -              | 2001 QF329               | 19 agosto 2001    | Cerro Tololo    |
| 178989 -              | 2001 QY329               | 25 agosto 2001    | LINEAR          |
| 178990 -              | 2001 QZ329               | 25 agosto 2001    | LONEOS          |
| 178991 -              | 2001 QF333               | 22 agosto 2001    | LINEAR          |
| 178992 -              | 2001 RM2                 | 9 settembre 2001  | Hug, G.         |
| 178993 -              | 2001 RS2                 | 9 settembre 2001  | Tucker, R. A.   |
| 178994 -              | 2001 RV2                 | 9 settembre 2001  | Yeung, W. K. Y. |
| 178995 -              | 2001 RT4                 | 8 settembre 2001  | LINEAR          |
| 178996 -              | 2001 RY5                 | 8 settembre 2001  | LINEAR          |
| 178997 -              | 2001 RD10                | 10 settembre 2001 | LINEAR          |
| 178998 -              | 2001 RP10                | 10 settembre 2001 | LINEAR          |
| 178999 -              | 2001 RT10                | 10 settembre 2001 | Tucker, R. A.   |
| 179000 -              | 2001 RY13                | 10 settembre 2001 | LINEAR          |